# Iraakse Joden in Israël
Iraakse Joden in Israël (of Joodse Irakezen in Israël) zijn een etnische bevolkingsgroep binnen Israël. In de tweede helft van de twintigste eeuw vond een migratiegolf plaats van Joden uit Irak naar Israël. Het aantal Iraaks Joodse migrantenbewoners in Israël ligt op circa 450.000 bewoners.

## Geschiedenis

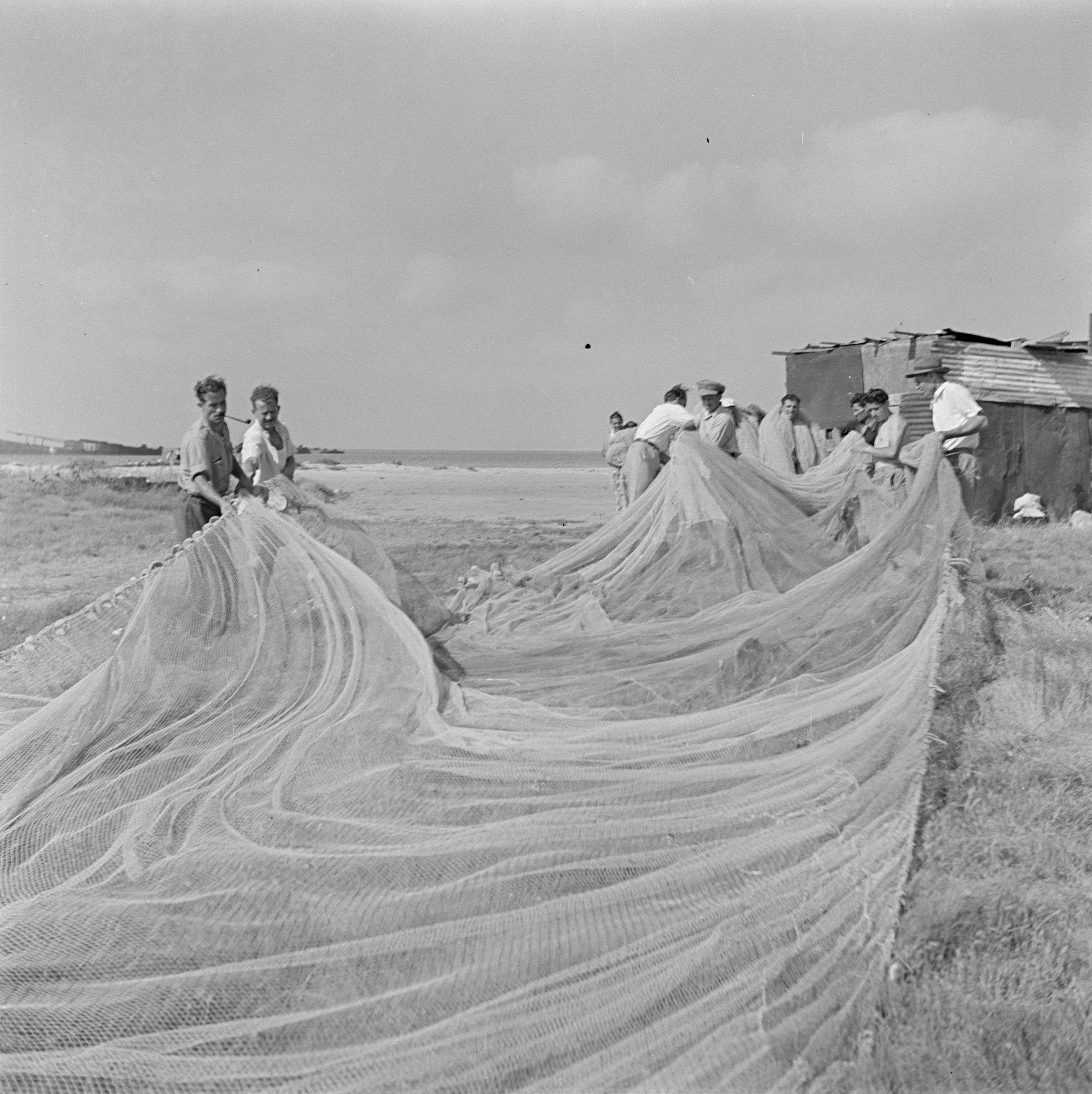
Nieuw aangekomen immigranten worden omgeschoold tot vissers. Vissers aan de baai van Haifa bezig met netten. (1948)

In de twintigste eeuw speelden de Iraakse Joden een belangrijke rol in de begindagen van de onafhankelijkheid van Irak.
In 1947 leefden er zo'n 150.000 Joden in Irak. Van 1951 tot aan 1952 werden 120.000 tot 130.000 Iraakse Joden - ongeveer 75% van de Iraaks Joodse gemeenschap - via Iran of Cyprus overgevlogen naar Israël in een operatie genaamd Operatie Ezra en Nehemia. Allen moesten hun Iraakse staatsburgerschap opgeven. Aan de uittocht gingen in Irak pogroms vooraf, zoals de Farhud pogrom in 1941. Ook in de jaren 60 van de twintigste eeuw waren er opnieuw pogroms.
In 1991 werd het aantal Joden in Bagdad geschat op zo'n 140. Israël werd in de jaren 90 geholpen door verscheidene Westerse landen, waaronder door steun van de Nederlandse en Britse ambassades, om het kleine aantal resterende Joden uit Irak te halen.
Onder Saddam Hoessein daalde het aantal Joden in Irak verder van zo'n 3.500 naar hooguit vijftig. Het zijn bejaarde Joden in Bagdad. Daarnaast zijn er die zich tot de islam of het christendom bekeerden.
Bij het vertrek van de Joden werden documenten en boeken uit hun gemeenschap, zoals gebedenboeken, religieuze teksten, boeken uit de synagogen, in beslag genomen door Saddam Hoesseins geheime dienst Mukhabarat. Joodse stukken zijn ook onder gebracht bij de Nationale Bibliotheek in Bagdad. Veel andere waardevolle documenten zijn terecht gekomen in het Iraaks Museum. Documenten die Amerikaanse soldaten terugvonden in 2003 zijn door de Nationale Archieven in Washington digitaal ontsloten via www.archives.gov.

## Vluchtelingenstroom
Tussen 1948 en de jaren zeventig kwam een groot aantal Joodse vluchtelingen uit de Arabische, islamitische wereld naar Israël. In 1979, na de Islamitische Revolutie, bereikte deze vluchtelingenstroom van Iraakse Joden een hoogtepunt. Tijdens de Irak-Iranoorlog vertrok meer dan 80% van de Iraanse Joden naar de Verenigde Staten en Israël. Vanuit Irak en Iran vertrokken de Joden in eerste instantie om economische redenen of vanuit een zionistische overtuiging. Na de terroristische aanslagen op Joden in Irak en Iran in de jaren negentig nam de emigratie toe.
Tussen het begin van de Arabisch-Israëlische Oorlog van 1948 en de jaren zeventig van de twintigste eeuw vluchtten en/of migreerden ongeveer 856.000 Joden uit de islamitische wereld. Ongeveer 400.000 van hen kwamen tussen 1948 en 1951 Israël binnen en maakte daarbij voor 56% deel uit van het totaal aantal immigranten in dat land. In 1972 was het aantal immigranten een kleine 600.000.

## Bekende Iraakse Joden in Israël
- Ovadia Yosef
- Dalia Itzik
- Ayelet Shaked